# Nato (Holzart)

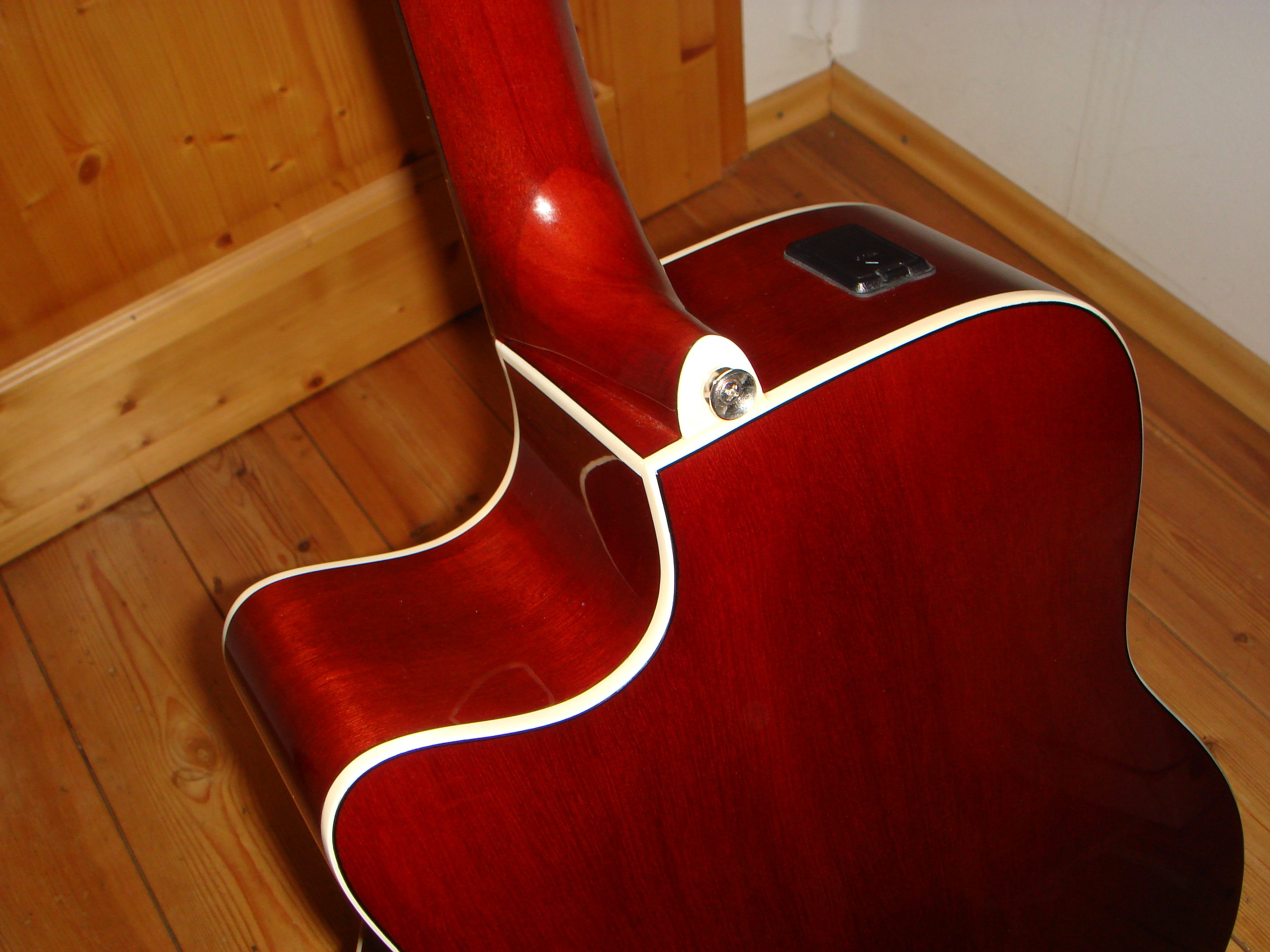
Nato-Zargen und Boden einer günstigen Yamaha-Westerngitarre (FX 370C)

Als Nato wird das rötlichbraune Holz verschiedener südamerikanischer Johannisbrotgewächse aus der Gattung Mora bezeichnet; Mora excelsa, Mora gonggrijpii und Mora oleifera u. a.
Ein anderes Holz, das auch als Nyatoh bezeichnete wird, stammt von südostasiatischen Arten aus der  Pflanzenfamilie der Sapotengewächsen (Palaquium spp., Payena spp. und Madhuca spp.), es hat ein sehr ähnliches Aussehen und ähnliche Eigenschaften, es sollte aber nicht verwechselt werden.
Das Holz ähnelt dem Mahagoni und wird häufig bei der Herstellung preisgünstiger Gitarren verwendet.
Teilweise findet man die irreführende Bezeichnung Nato-Mahagoni. Dies muss man aber als Verbraucher-Täuschung erkennen, denn Mahagoni ist eine relativ streng geschützte Holzart aus Südamerika. Dennoch ist Nato ein für die Fertigung von Musikinstrumenten ausgezeichnet geeignetes Holz mit einer sehr schönen und feinen Maserung.